# Albert Winkler (Historiker)
Albert Winkler (* 22. November 1949) ist ein US-amerikanischer Historiker, Dozent und Archivar.
Er veröffentlicht insbesondere zur Geschichte der nordamerikanischen Prärie-Indianer.
Winkler forscht für die Brigham Young University.

## Werke
- Mormonen Trail. Das Desaster der Willie & Martin-Handkarrenkompanien auf dem Weg nach Utah. Verlag für Amerikanistik, Wyk auf Föhr 1997, ISBN 978-3-89510-012-3
- Mit Robby S. Fair-Schulz: Der Ute-Krieg 1865–68. 2. Auflage, Verlag für Amerikanistik, Wyk auf Föhr 1998, ISBN 978-3-89510-012-3
- Das Massaker am Bärenfluß. 2. Auflage, Verlag für Amerikanistik, Wyk auf Föhr 1998, ISBN 978-3-89510-046-8
- Washita-Massaker. 2. Auflage, Verlag für Amerikanistik, Wyk auf Föhr 1999, ISBN 978-3-89510-062-8
- Die Schlacht von Slim Buttes. Verlag für Amerikanistik, Wyk auf Föhr 2002, ISBN 978-3-89510-085-7
- Die Schlacht am Red Fork: Die Vernichtung von Dull Knifes Dorf. Verlag für Amerikanistik, Wyk auf Föhr 2003, ISBN 978-3-89510-092-5
- Minnesota-Aufstand. Verlag für Amerikanistik, Wyk auf Föhr 2005, ISBN 978-3-89510-104-5
- Die Schlacht am Rosebud 1876. Verlag für Amerikanistik, Wyk auf Föhr 2010, ISBN 978-3-89510-124-3
- Deutsche und Schweizer in der Schlacht am Little Big Horn 1876. Verlag für Amerikanistik, Wyk auf Föhr 2013, ISBN 978-3-89510-132-8